# Changdusaurus
"Changdusaurus" (známý také jako "Changtusaurus") je neformální rodové jméno ptakopánvého dinosaura, žijícího v období svrchní jury na území dnešní Číny. 

## Popis
Pravděpodobně se jednalo o stegosaurida, tedy býložravého "obrněného" dinosaura s hřbetními pláty a bodci. Binomický název "Changdusaurus laminoplacodus" byl stanoven ve vědecké práci Zhao, 1986, protože však fosilní materiál nebyl dosud formálně popsán, je klasifikován jako nomen nudum. Je možné, že původní materiál byl zničen nebo ztracen a dnes již neexistuje.